# Cotton Owens
Everett "Cotton" Owens (ur. 21 maja 1924 w Union, zm. 7 czerwca 2012 w Spartanburgu) – amerykański kierowca serii NASCAR znany pod pseudonimem "the King of the Modifieds".

## Kierowca wyścigowy
Starty w wyścigach rozpoczął w latach pięćdziesiątych w serii Whelen Modified Tour, gdzie wygrał ponad 100 wyścigów, a w roku 1953 oraz 1954 został mistrzem serii.
W NASCAR zadebiutował podczas wyścigu na torze Daytona Beach Road Course w 1950 roku, podczas którego zajął 14. miejsce. Wystartował jeszcze w dwóch wyścigach, i zakończył sezon na trzynastej pozycji. Pierwsze zwycięstwo odniósł na tym samym torze, 17 lutego 1957 roku. W trakcie wyścigu wyrobił sobie 55 sekund przewagi nad Johnnym Beauchampem. Został wtedy pierwszym kierowcą, którego średnia prędkość w wyścigu przekroczyła 100 mil/godzinę (średnia prędkość w wyścigu – 101.541 mph = 163 379 km/h). Było to także pierwsze zwycięstwo samochodu marki Pontiac w NASCAR.
W 1959 Cotton Owens wygrał jeden wyścig, 13 wyścigów zakończył w czołowej piątce, a dwadzieścia dwa w dziesiątce. Zajął drugie miejsce w klasyfikacji generalnej przegrywając jedynie z Lee Pettym. Był to jego największy sukces w karierze kierowcy wyścigowego.
Zakończył karierę kierowcy wyścigowego z dziewięcioma wygranymi wyścigami i 10 pole position oraz z tytułem wicemistrza NASCAR.

## Właściciel zespołu
W 1962 roku zatrudnił jako kierowcę w swoim zespole Juniora Johnsona. Prowadził także rozmowy z Davidem Pearsonem w Spartanburgu.
W 1964 roku po raz ostatni wystartował w NASCAR jako kierowca by pokazać, że jest lepszy od Pearsona. Wziął wtedy udział w dwóch wyścigach.Wygrał wyścig na torze Richmond International Raceway. W następnym wyścigu, w którym wystartował, zajął drugie miejsce, przegrywając z Nedem Jarretem.
W 1965, kiedy to NASCAR zabroniło używania silników Hemi, Owens oraz Pearson przenieśli się do wyścigów dragsterów, gdzie Owens wystawiał zasilanego alkoholem Dodge'a Darta z Nitro w klasie Experimental.
Rok później wrócili do NASCAR. Wygrali 15 wyścigów, 7 razy samochód Pearsona startował z pole position. Sezon zakończyli tytułem mistrzowskim dla Davida Pearsona. Na początku 1967 roku Pearson odszedł z zespołu Cottona Owensa. Ich sześcioletnia współpraca przyniosła 27 zwycięstw w 170 wyścigach oraz jeden tytuł mistrzowski.
Cotton Owens był szczęśliwy z tego, że wielu wielkich kierowców NASCAR startowało w jego zespole. Wśród nich były takie legendy, jak: David Pearson, Buddy Baker, Pete Hamilton, Marty Robbins, Ralph Earnhardt, Bobby Isaac, Junior Johnson, Benny Parsons, Fireball Roberts, Mario Andretti, Charlie Glotzbach, Al Unser. Zespół Owensa reprezentowało 25 kierowców. W trakcie swoich startów zespół wziął udział w 291 wyścigach, odniósł 32 zwycięstwa, a 29 razy samochody z tego zespołu były najszybsze w kwalifikacjach.
Gdyby zsumować osiągnięcia Cottona Owensa, jako kierowcy i szefa zespołu, otrzymamy 41 zwycięstw w 487 wyścigach oraz 38 pole position.

## Wyróżnienia
- W 2009 otrzymał miejsce w South Carolina Athletic Hall of Fame (ściana sław atletyków Karoliny Południowej).
- W 2008 został wyróżniony miejscem w International Motorsports Hall of Fame.
- W 1970 Owens otrzymał miejsce w National Motorsports Press Association's Hall of Fame na torze Darlington Speedway.
- W 1998 roku został wyróżniony jako jeden z pięćdziesięciu najlepszych kierowców NASCAR z okazji 50 istnienia tej serii (NASCAR's 50 Greatest Drivers)
- 16 września 2006 otrzymał Recipient of the Order of the Palmetto, najwyższe cywilne wyróżnienie przyznawane przez gubernatora Karoliny Południowej od 1971 roku, za całokształt osiągnięć sportowych i zasługi dla Karoliny Południowej.
- Member Darlington Records Club (klub rekordzistów toru Darligton).
- Member NASCAR Mechanics Hall of Fame (ściana sław mechaników NASCAR).
- Member NASCAR Legends (legendy NASCAR).
- 15 lutego 2006 roku został wyróżniony jako pionier wyścigów i żywa legenda wyścigów samochodowych.
- 28 maja 2000 roku otrzymał nagrodę Yunick Smokey za całokształt zaangażowania w wyścigi samochodowe.
- 16 października 2005 został uhonorowany przez Vance County Tourism Dept. miejscem w “East Coast Drag Times Hall of Fame Motorsports Pioneer Award” (Ściana sław pionierów wyścigów dragsterów wschodniego wybrzeża).
- W 1996 Racing Club Old Timer wręczył mu nagrodę najlepszego szefa zespołu lat sześćdziesiątych (“Car Owner’s of the 1960s).

## Podsumowanie startów w NASCAR
| Rok          | Pozycja | Punkty | Starty | Zwycięstwa | Top 5 | Top 10 | PP | Wygrana |
| ------------ | ------- | ------ | ------ | ---------- | ----- | ------ | -- | ------- |
| 1950         | 13      | 500    | 3      | 0          | 0     | 1      | 0  | 1100 $  |
| 1951         | 42      | 312    | 5      | 0          | 1     | 3      | 0  | 225 $   |
| 1952         | 65      | 0      | 4      | 0          | 0     | 1      | 0  | 200 $   |
| 1953         | 76      | 0      | 1      | 0          | 0     | 0      | 0  | 50 $    |
| 1954         | 84      | 0      | 4      | 0          | 0     | 1      | 0  | 175 $   |
| 1955         | 29      | 1248   | 2      | 0          | 1     | 2      | 0  | 900 $   |
| 1956         | 52      | 0      | 8      | 0          | 1     | 4      | 0  | 920 $   |
| 1957         | 14      | 4200   | 17     | 1          | 3     | 6      | 1  | 12784 $ |
| 1958         | 17      | 3716   | 29     | 1          | 8     | 17     | 2  | 6579 $  |
| 1959         | 2       | 9962   | 37     | 1          | 13    | 22     | 2  | 14639 $ |
| 1960         | 39      | 3050   | 14     | 1          | 5     | 5      | 2  | 14065 $ |
| 1961         | 22      | 8032   | 17     | 4          | 11    | 11     | 2  | 11800 $ |
| 1962         | 30      | 4984   | 16     | 0          | 7     | 8      | 1  | 5905 $  |
| 1963         | 114     | 0      | 1      | 0          | 0     | 1      | 0  | 175 $   |
| 1964         | 80      | 0      | 2      | 1          | 2     | 2      | 0  | 3400 $  |
| Podsumowanie | –       | 36 400 | 160    | 9          | 52    | 84     | 10 | 72917 $ |